# Jan Sosnowski (fizjolog)
Jan Kazimierz Sosnowski (ur. 26 stycznia 1876 w Kowalu, zm. 24 sierpnia 1938 w Warszawie) – fizjolog, zoolog, rektor Szkoły Głównej Gospodarstwa Wiejskiego.

## Życiorys
Był synem Kacpra (1844–1911), sędziego Sądu Handlowego w Warszawie, i Kornelii z Rzeszotarskich h. Junosza (1853–1887). W 1893 ukończył IV Gimnazjum w Warszawie i rozpoczął studia na Uniwersytecie Warszawskim. Studia skończył w 1898 i dzięki stypendium wyjechał do Mesyny i Jeny. W latach 1899–1901 pracował na UJ w Krakowie pod kierunkiem Napoleona Cybulskiego. Był założycielem i członkiem Towarzystwa Naukowego Warszawskiego. W latach 1903–1915 pracuje w Katedrze Fizjonomii Uniwersytetu Warszawskiego. Należał do grona założycieli i wykładowców Wydziału Matematyczno-Przyrodniczego Towarzystwa Kursów Naukowych w Warszawie (1905-1918). Wykładał tam fizjologię i biologię, a w latach 1907-1909 i 1913 pełnił funkcję Dziekana wydziału. Odszedł z UW w 1919 zostając profesorem zwyczajnym SGGW oraz kierownikiem Katedry Zoologii i Fizjologii Zwierząt. Był dziekanem tamtejszego Wydziału Rolniczego. W latach 1923–1925 i 1932–1933 piastował stanowisko rektora SGGW. Prowadził badania z zakresu przemiany materii, fizjologii mięśni i nerwów. 11 listopada 1937 został odznaczony Krzyżem Komandorskim Orderu Odrodzenia Polski.
Zmarł po długiej chorobie został pochowany na cmentarzu Powązkowskim w Warszawie (kwatera 83-6-5).
Był żonaty od 19 października 1901 z Wandą z Nowakowskich (1876–1968), z którą miał córkę Halinę (1902–1993) oraz synów Witolda i Tadeusza (1907–1977), prawnika i sędziego.